# Miguel Lluch Baixauli
Miguel Lluch Baixauli (Valencia, 18 de septiembrre de 1959-Pamplona, 2 de febrero de 2015), fue profesor ordinario de la Universidad de Navarra durante casi treinta años y director del Instituto de Antropología y Ética. Ordenado sacerdote el 15 de agosto de 1987 e incardinado en la Prelatura del Opus Dei.

## Formación académica y tareas docentes
Miguel Lluch se licenció en Geografía e Historia en la Universidad de Alicante, y se doctoró en la facultad de Teología de la Universidad de Navarra en 1988. Posteriormente, en la Universidad Católica de Lovaina obtuvo el Diploma del Instituto de Estudios Medievales (1991), y su segundo doctorado en «Histoire de la civilisation médiévale» (1994). 
En la Universidad de Navarra, recorrió diversas cometidos: capellán de la Facultad de Filosofía y Letras (1987-2001), subdirector del Instituto de Antropología y Ética (IAE) (1998-2001), director del IAE (2001-2010), y director del departamento de Teología Histórica de la Facultad de Teología. Como docente, su labor en la Facultad de Teología de la Universidad de Navarra se ha desarrollado durante veintiocho años.
De la mano del profesor Josep-Ignasi Saranyana inició su investigación en teología, fruto de la cual fue la publicación en 1990, de su primera tesis doctoral sobre «La teología de Severino Boecio», traducida posteriormente al italiano. Su segunda tesis, «El tratado escolástico sobre el Decálogo», fue publicada en la Universidad Católica de Lovaina. 
Como sacerdote, desarrolló una intensa labor pastoral, fundamentalmente entre estudiantes universitarios. Dotado de una gran cultura y lector voraz: sus autores preferidos eran Romano Guardini y Blaise Pascal. 

## Publicaciones

### Libros
- "Visión cristiana del mundo. Escritos sobre cristianismo y cultura contemporánea", Eunsa, Pamplona, 2015, 300 pp. (Obra póstuma)
- "Formación y evolución del tratado sobre el Decálogo (1115-1230", Collège Erasme, Bureau de la RHE, Louvain-la-Neve, 1997, 253 pp.
- "La teología de Boecio. En la transición del mundo clásico al mundo medieval", Eunsa, Pamplona, 1990, 349 pp.

### Libros co-dirigidos
- "Evangelización y Teología en América (siglo XVI). Actas del 10º Simposio Internacional de Teología", Servicio de Publicaciones de la Universidad de Navarra. ("Colección Teológica" núm. 68), Pamplona 1990, 1584 pp. Edición dirigida por Josep-Ignasi Saranyana, Primitivo Tineo, Anton Pazos, Pilar Ferrer y Miguel Lluch.
- "Qué es la historia de la Iglesia, Actas del 16 Simposio Internacional de Teología", Eunsa, Pamplona 1996, 800 pp. Edición dirigida por Josep-Ignasi Saranyana, Enrique de la Lama y Miguel Lluch.
- "Cristo y el Dios de los cristianos. Hacia una comprensión actual de la teología", Actas del 18 Simposio Internacional de Teología, Eunsa, Pamplona 1998, 651 pp. Edición dirigida por José Morales, José Alviar, Miguel Lluch, Pedro Urbano y José Enériz.
- "Fe y Razón, Actas del I Simposio Internacional Fe cristiana y Cultura contemporánea", Instituto de Antropología y Ética, Eunsa, Pamplona 1999, 530 pp. Edición dirigida por Javier Aranguren, Juan Jesús Borobia y Miguel Lluch.
- "Dos mil años de evangelización. Los grandes ciclos evangelizadores", Actas del 21 Simposio Internacional de Teología, Eunsa, Pamplona 2001, 705 pp., Edición dirigida por Enrique de la Lama, Marcelo Merino, Miguel Lluch y José Enériz.
- "Comprender la Religión", Actas del II Simposio Internacional Fe cristiana y Cultura contemporánea, Instituto de Antropología y Ética, Eunsa, Pamplona 2001, 466 pp. Edición dirigida por Javier Aranguren, Jon Borobia, Alejandro Llano y Miguel Lluch.
- "Idea cristiana del hombre", Actas del III Simposio Internacional Fe cristiana y Cultura contemporánea, Instituto de Antropología y Ética, Eunsa, Pamplona 2002, 447 pp. Edición dirigida por Jon Borobia, Miguel Lluch, José Ignacio Murillo y Eduardo Terrasa.
- "Trabajo y Espíritu. Sobre el sentido del trabajo desde las enseñanzas de San Josemaría Escrivá en el contexto del pensamiento contemporáneo", Actas del IV Simposio Internacional Fe cristiana y Cultura contemporánea, Instituto de Antropología y Ética, Eunsa, Pamplona 2004, 436 pp. Edición dirigida por Jon Borobia, Miguel Lluch, José Ignacio Murillo, Eduardo Terrasa.
- "Cristianismo en una cultura post-secular", Actas del V Simposio Internacional Fe cristiana y Cultura contemporánea, Instituto de Antropología y Ética, Eunsa, Pamplona 2006, 517 pp. Edición dirigida por Jon Borobia, Miguel Lluch, José Ignacio Murillo y Eduardo Terrasa.
- "¿Ética sin Religión?", Actas del VI Simposio Internacional Fe cristiana y Cultura contemporánea, Instituto de Antropología y Ética, Pamplona 2007, 521 pp. Edición dirigida por Jon Borobia, Miguel Lluch, José Ignacio Murillo y Eduardo Terrasa.
- "En torno al Vaticano II: claves históricas, doctrinales y pastorales", Actas del 33 Simposio Internacional de Teología, Eunsa, Pamplona 2014, 547 pp. Edición dirigida por Antonio Aranda, Miguel Lluch y Jorge Herrera.

### Capítulos de libros
- "Una referencia trinitaria en la "Consolatio Philosophiae", en Hispania Christiana. Estudios en honor del Prof. José Orlandis, Eunsa, Pamplona 1988, pp. 129-146.
- “Tomás de Aquino y el "nihilismo" cristológico”, en Atti del IX Congresso Tomistico Internazionale, Libreria Editrice Vaticana, Città del Vaticano 1991, vol. V, pp. 285-295.
- “De la félicité philosophique chez Boèce et chez Dante”, en Actualité de la pensée médiévale, Publications de l'Institut Supérieur de Philosophie ("Philosophes Médiévaux" 31), Louvain-Paris 1994, pp. 202-215.
- “Michel Van Esbroeck, Bizancio de Marciano a Mauricio visto desde el Oriente. Teología y Política”, en El diálogo fe-cultura en la antigüedad cristiana, Eunate ("Historia de la Iglesia" 26), Pamplona 1995, pp. 227-238.
- “Claves de la antropología y la ética de Ramón Llull en sus sermones sobre el decálogo”, en Pensamiento Medieval Hispano. Homenaje al Profesor Horacio Santiago Otero, C.S.I.C., Madrid 1998, vol. II, pp. 1097-1115.
- “La unidad de los saberes en la historia de la Iglesia” en Actas del I Simposio Internacional fe cristiana y cultura contemporánea "Fe y Razón", Eunsa, Pamplona 1999, pp. 47-70.
- "El Decálogo en los escritos de San Agustín", en Tempus Implendi Promissa: homenaje al Prof. Dr. Domingo Ramos-Lissón, Eunsa, Pamplona 2000, pp. 331-358.
- “El matrimonio en la Summa halensis”, en Teología: Misterio de Dios y saber del hombre. Textos para una conmemoración, Eunsa (“Colección Teológica” 100), Pamplona 2000, pp. 723-753.
- “Posibilidades y límites para una comprensión del cristianismo”, en Actas del II Simposio Internacional fe cristiana y cultura contemporánea "Comprender la religión", Eunsa, Pamplona 2001, pp. 193-209.
- “Sobre el significado antropológico y ético del juicio personal y universal” en Escatología y vida cristiana. XXII Simposio Internacional de Teología de la Universidad de Navarra, Servicio de Publicaciones de la Universidad de Navarra, Pamplona 2002, pp. 145-164.
- “Conversación en Louvain-la-Neuve con Roger Aubert”, en Historiadores que hablan de la historia. Veintidós trayectorias intelectuales, Eunsa (“Colección Historia de la Iglesia” 34), Pamplona 2002, pp. 270-307.
- “Adán o Cristo. El fundamento de la antropología cristiana”, en Actas del III Simposio Internacional fe cristiana y cultura contemporánea "Idea cristiana del hombre", Eunsa, Pamplona 2002, pp. 193-210.
- “Trabajo de Cristo y trabajo del cristiano” en Actas del IV Simposio Internacional fe cristiana y cultura contemporánea "Trabajo y Espíritu", Eunsa, Pamplona 2004, pp. 121-138.
- “Cristianos en Europa después de la cultura secularizada”, en Actas del V Simposio Internacional fe cristiana y cultura contemporánea "Cristianismo en una cultura postsecular", Eunsa, Pamplona 2006, pp. 477-496.
- “El drama de una ética sin límites” en Actas del VI Simposio Internacional fe cristiana y cultura contemporánea "¿Ética sin religión?", Eunsa, Pamplona 2007, pp. 291-310.

### Artículos científicos
- “Sobre el comentario albertino a la «Mystica Theologia» de Dionisio”, en Miscellanea Mediaevalia, 20 (1989), pp. 68-76.
- "Bibliografía conmemorativa de Manlio Severino Boecio", en Scripta Theologica, 21 (1989), pp. 213-225. pdf
- “La relación hombre-naturaleza en la «Summa-Halensis»”, en Naturaleza y Gracia, 39 (1992), pp 231-246.
- “Razón e intelecto en Boecio”, en Revista Española de Filosofía Medieval, 0 (1993), pp. 105-110.
- “Jacques Fontaine, Dos obras históricas importantes publicadas en París”, en Anuario de Historia de la Iglesia, 1 (1992), pp. 351-354.
- “Le mariage dans la «Summa Halensis»", en Archives d'Histoire Doctrinale et Littéraire du Moyen Age, 60 (1993), pp. 103-131.
- "Congreso lovaniense sobre Juan Escoto Eriúgena", en Anuario Historia de la Iglesia, 5 (1996), pp. 457-459.
- "El Tratado de Filón sobre el Decálogo", en Scripta Theologica, 29 (1997), pp. 415-441.
- "La interpretación de Orígenes al decálogo", en Scripta Theologica, 30 (1998), pp. 87-109.
- "La «Katholische Weltanschauung» de Romano Guardini", en Scripta Theologica, 30 (1998), pp. 629-658.
- "Conversación en Louvain-la-Neuve con Roger Aubert", en Anuario de Historia de la Iglesia, 8 (1999), pp. 279-304.
- "El Decálogo en los escritos de San Agustín", en Anuario de Historia de la Iglesia, 8 (1999), pp. 125-144.
- “Revelación-ocultamiento de Dios y fe cristiana en Walter Kasper”, en Revista Católica Internacional Communio, 20 (1999), pp. 175-198.
- “La interpretación del decálogo en los siglos VII al IX. San Isidoro de Sevilla, Beda el venerable y los escritores carolingios”, en Scripta Theologica, 33 (2001), pp. 71-102.
- "La trinidad y el decálogo. Los preceptos de la primera tabla en la escuela de Alejandro de Hales", en Scripta Theologica, 37 (2005), pp. 99-140.
- "Congreso Internacional sobre 'Culturas y Racionalidad'", en Anuario de Historia de la Iglesia, 17 (2008), pp. 384-387.
- "Sobre el nihilismo. Reflexiones de teología y cultura ante la rendición de lo humano", en Scripta Theologica, 43 (2011), pp. 367-387.

## Obras sobre él
- "Miguel Lluch 1959-2015. Acto académico In memoriam, 23 de abril de 2015", Pamplona, Universidad de Navarra. Servicio de Publicaciones, 2016, 1ª, 63 pp.
- En el poemario de Santiago de Navascués, "Otro cielo", Madrid, Rialp, 2016, 1ª, 52 pp. hay un poema dedicado a Miguel Lluch, titulado "Playa de Omaha", pp. 37-38.

### Publicaciones de acceso directo
- Publicaciones de Miguel Lluch recogidas en Dadun
- Publicaciones de Miguel Lluch recogidas en Dialnet

### In memoriam
- In memoriam publicado en el diario valenciano Levante
- Breve In memoriam del Colegio Mayor Mendaur
- Acto In memoriam Aula Magna Universidad de Navarra, 23 de abril de 2015 (enlace roto disponible en Internet Archive; véase el historial, la primera versión y la última).

### Otros
- Wikimedia Commons alberga una categoría multimedia sobre Miguel Lluch Baixauli.
- "El error estratégico de la Gran Guerra" (junto con Pablo Pérez)
- Entrevista sobre sus hábitos de lectura
- Instituto de Antropología y Ética (Universidad de Navarra)

- Datos: Q23751860
- Multimedia: Miguel Lluch Baixauli / Q23751860